# Electric Banana Band
Electric Banana Band är en svensk musikgrupp som bildades 1980 med Lasse Åberg, Klasse Möllberg och Janne Schaffer som frontmedlemmar. Deras barnvänliga rockmusik med underfundiga texter om att värna om naturen och vara snäll mot varandra har gjort dem älskade av flera generationer.

## Historia
1976 fick grafikern Lasse Åberg i uppgift att göra en serie barnprogram för SVT:s räkning. Resultatet blev Trazan och Banarne. Lasse Åberg och Klasse Möllberg lät sig inspireras av Fantomen och Tarzan, byggde om en studio till djungel och blev själva värdar, Åberg som Trazan och Möllberg som Banarne. Karaktären Trazan är löst baserad på Tarzan, medan Banarne är en apa. Programmen sändes 1976-1978.
Åberg och Möllberg gjorde sedan en uppföljare som sändes 1980 och sågs av en talrik tittarskara. Till denna serie bildades studiobandet Electric Banana Band, som i varje avsnitt uppträdde med sina egenkomponerade låtar, ofta med teman inom djur och natur. Trazan och Banarne var frontsångare, med artistnamnen "Tigern" respektive "Little Arne", tillsammans med Janne Schaffer på gitarr under namnet "Zebran". Dessa tre har varit bandets konstanta medlemmar genom åren, övriga musiker och bakgrundssångare har varierat.

## Karriär
Succén med Electric Banana Band blev total, bandet slog igenom även utanför TV-programmet och släppte egna skivor. De tre första albumen belönades med guldplattor på rekordtid och hitlåtarna radades upp, såsom Banankontakt av tredje graden, Alp-joddel och Zwampen. I regel är sångtexterna av Åberg och musiken av Schaffer.
Under det sena 1990-talet hade gruppen en stor hit med låten Min Piraya Maja. 1997 spelade bandet på Hultsfredsfestivalens största scen. 
Electric Banana Band tävlade i Melodifestivalen 2006 med låten Kameleont (text: Åberg, musik: Schaffer). Från deltävlingen gick de vidare till "Andra chansen", där de blev utslagna.
2006 släpptes  Banankontakt, en musikal om klimathotet, med bandets låtar tillsammans med nyskrivet material av Åberg och Schaffer.
2014 uppträdde bandet på Sweden Rock med en publik på 32 000 fans.
Bandet är fortfarande (2025) aktivt och uppträder på mindre scener runtom i Sverige.
Under ett TV-uppträdande i talkshowen Carina Bergfeldt den 28 februari 2025 bestod bandet av Janne Schaffer, Lasse Åberg, Klasse Möllberg, Henrik Rongedal och Magnus Rongedal.

## Genre
Bandets musikstil är i regel rock, med pop- och reggaeinfluenser, men även mer akustiska låtar förekommer. 
Även om målgruppen historiskt sett har varit barn och musiken är lättsmält är vissa låttexter mer vuxenorienterade, med till exempel ordvitsar eller mer avancerat språk. Exempel inkluderar:
- Banankontakt av tredje graden (handlar inte om banankontakter utan om närkontakt med en utomjordisk banan)
- Tax-fri (låter som taxfree men handlar om att inte äga en tax)
- Das Rap (inspirerad av hur mycket en vuxen brukar komma ihåg av skolans tyskundervisning)
- Jag ska bli en byråkrat (romantiserar kontorsarbete)

Gruppen har också gjort mer filantropiska låtar, framför allt för att belysa miljöförstöring:
- Pelikanen - släppt 1984 på uppdrag av Håll Sverige Rent[6]
- I allt som rör sig, lyser eller låter (morfar och kaninen) - släppt 2006 på uppdrag av Batteriinsamlingen[7]
- Man måste bry sig om hur ungarna mår - signaturmelodin för Världens Barn-galan år 2000[8]
- Fröken Öken - om klimatförändringarna, med i musikalen Banankontakt från 2021

## Medlemmar
Permanenta:
- Lasse "Tigern" Åberg - Sång
- Klasse "Little Arne" Möllberg - Sång
- Janne "Zebran" Schaffer - Elgitarr

Övriga:
- Peter "Pantern" Ljung - Keyboards, synt, piano
- Mårgan "Giraffen" Höglund - Trummor
- Jouni "Snöleoparden" Haapala - Slagverk
- Thobias "Björnen" Gabrielsson - Bas
- Tobias "Djungel-Jim" Wendeler - Sång
- "Little Green" - Kör
  - Linnéa Rilton
  - Maria Andersson
  - Sophia Frisell
  - Oskar Nilsson
  - Sebastian Rilton

### Tidigare medlemmar
- Ted "Olyckan" Åström - Sång
- Stefan "Blomflugan" Blomquist - Keyboards
- Björn "Bison" J:son Lindh - Synt
- Per "Giraffen" Lindvall - Trummor och percussion
- Christer Jansson - Percussion
- Adolf Bergman - Saxofon
- Tobias "Kameleonten" Ågren - Sång
- Åke "Skunken" Sundqvist - Percussion
- Pablo "Cikadan" Cepeda - Kongas
- Tommy "Geparden" Cassemar - Elbas
- Christian "Vesslan" Veltman - Elbas
- Sven "Puman" Lindvall - Elbas
- Per "Tuppen" Hedtjärn - Trummor
- Robban "Råttan" Ivansson - Trumloop och programmering
- Fredde "Kolibri" Schaffer - Sång
- Oscar "Etton" Jönsson - Sång
- Kjell "Ödlan" Öhman - Dragspel
- Caj "Kajmanen" Högberg - Kör
- Douglas "Doggen" Lawton - Kör
- "Bananflugorna" - Kör
  - Henrik Rongedal
  - Magnus Rongedal
  - Maria Wickman
  - Annica Boller
  - Marianne Flynner
- "Riltons Vänner" - Kör
  - Linnéa Rilton
  - Matilda Lindell
  - Mia Öhman
  - Daniel Greayer
  - Sebastian Rilton
- "Banottos" - Kör även kallad ”Otto Voci” 1997-2001
  - Janna Vettergren
  - Joel Ydring
  - Ylva Trankell
  - Joakim Schuster
  - Anna fd Grönlund, nu Bergman
  - Viveca Hallgrim
  - Magnus Karlén
- The Banettes
  - The Banettes, bestående av Marianne Flynner, Maria Wickman och Annica Boller, har varit kör i Electric Banana Band.

## Media

### Studioalbum[9]
- 1981 - Electric Banana Band
- 1984 - Livet i regnskogarna (Electric Banana Band and the Banettes)
- 2000 - Den Hela Människan (musik från filmen Hälsoresan, tillsammans med Björn J:son Lindh)
- 2000 - Nu e're djur igen

### Samlingsalbum
- 1993 - The Golden Years  1981-1986
- 1998 - Electric Banana Tajm
- 2005 - Electric Banana Bands och Trazan & Banarnes bästa
- 2006 - Kameleont
- 2006 - Banankontakt-Musikaltajm! (tillsammans med Malmö Operaorkester)
- 2014 - Schyssta Bananer

### Singlar
- 2021 - Rör inte vår fina skog
- 2016 - Håll Himalaya rent
- 2015 - Djungeljul
- 2014 - Banarne for president
- 2006 - Morfar & kaninen
- 2006 - Kameleont
- 2000 - Jag vill ha en datamus
- 2000 - Man måste bry sig om hur ungarna mår
- 1999 - Tax Fri
- 1998 - Pelikanen (remake)
- 1998 - Min Piraya Maja
- 1998 - Hårda paket
- 1998 - Banana Split
- 1986 - Flockrock
- 1984 - Pelikanen
- 1983 - Zvampen
- 1983 - U.F.B/ Singe-Linge disco
- 1982 - Banankontakt av tredje graden
- 1981 - Singe-Linge-Lisco-Disco/ Olyckan Theme

### Böcker
Electric Banana Band gav ut sångboken Sångtajm 1999 med noter på flera av sångerna från skivorna.

### Film-TV[11]
- 1980 - Trazan Apansson & Banarne
- 1980 - Trazan Apansson-E' bananerna fina?
- 1980 - Trazan Apansson-Djungelmums
- 1981 - Biotajm med Trazan & Banarne
- 1982 - Videotajm med Trazan & Banarne
- 1998 - Electric Banana Band the Movie - djungelns kojigaste rulle